# Grand Stand Arena (Rome)
La Grand Stand Arena, est un équipement sportif de Rome en Italie. Il s'agit du second stade de tennis du Foro Italico en termes de nombre de spectateurs, après le Stadio Centrale del Tennis.
Le stade accueille régulièrement des manifestations sportives et culturelles, notamment chaque année les Internationaux d'Italie, le plus important tournoi de tennis du pays,.

## Structure
La construction se caractérise par une structure légère et modulaire, conçue pour l’adaptabilité. Il est doté d'une structure en acier de 800 tonnes avec un revêtement en chlorure de polyvinyle recyclé et des planchers en panneaux galvanisés. La courbe sud a été rendue transformable en étape.